# Poppo di Treviri
Poppo di Babenberg, chiamato anche Poppone, (986 circa – Treviri, 16 giugno 1047) fu arcivescovo di Treviri dal 1016 alla morte.

## Biografia
Poppo era figlio di Leopoldo I d'Austria e di sua moglie, Riccarda di Sualafeldgau. I suoi fratelli erano Enrico e Adalberto, i quali furono margravi della marca orientale, mentre un altro suo fratello era Ernesto, duca di Svevia. Ebbe anche diverse sorelle, di cui una, Cristina, fu suora a Treviri. Apparteneva dunque alla dinastia Babenberg.
Fu educato a Ratisbona e nominato dall'imperatore Enrico II nel 1007 come primo prevosto della sua nuova cattedrale a Bamberga. Quando l'arcivescovo Megingaudo morì nel 1015, Enrico scelse Poppo come suo successore a Treviri. Fu consacrato da Erchenbald, arcivescovo di Magonza, e confermato nella carica nel 1016 da papa Benedetto VIII.
Tra il 1028 e il 1030, viaggiò con il monaco Simeone di Treviri in Terra Santa. Più tardi, Poppo fece seppellire il monaco nella Porta Nigra nella quale era vissuto nella parte finale della sua vita; papa Benedetto IX canonizzò Simeone nel 1035. Dal 1037 alla sua morte Poppo fu occupato ad ampliare la cattedrale di Treviri verso ovest. Mentre ispezionava la costruzione il 16 giugno 1047, Poppo morì. Fu sepolto nella chiesa da lui fondata di san Simeone a Treviri. Durante la seconda guerra mondiale, la sua tomba fu completamente distrutta.

## Genealogia episcopale e successione apostolica
La genealogia episcopale è:
- Arcivescovo Villigiso di Magonza
- Vescovo Bernoardo di Hildesheim
- Arcivescovo Erchanbald di Magonza
- Arcivescovo Poppo di Treviri

La successione apostolica è:
- Papa Leone IX (1027)

## Ascendenza
|                          |                           |   | Genitori |  |  | Nonni             |  |  | Bisnonni           |  |
|                          |                           |   |          |  |  | Enrico di Baviera |  |  | Arnoldo di Baviera |  |
|                          |                           |   |          |  |  | Enrico di Baviera |  |  | Arnoldo di Baviera |  |
|                          |                           | … |          |  |  | Enrico di Baviera |  |  |                    |  |
| Leopoldo I di Babenberg  |                           |   |          |  |  | Enrico di Baviera |  |  |                    |  |
|                          |                           | … | …        |  |  |                   |  |  |                    |  |
|                          |                           | … | …        |  |  |                   |  |  |                    |  |
|                          |                           | … | …        |  |  |                   |  |  |                    |  |
| Poppo di Treviri         |                           | … |          |  |  |                   |  |  |                    |  |
|                          | Enrico IV di Sualafeldgau | … |          |  |  |                   |  |  |                    |  |
|                          | Enrico IV di Sualafeldgau | … |          |  |  |                   |  |  |                    |  |
|                          | Enrico IV di Sualafeldgau | … |          |  |  |                   |  |  |                    |  |
| Riccarda di Sualafeldgau | Enrico IV di Sualafeldgau |   |          |  |  |                   |  |  |                    |  |
|                          |                           | … | …        |  |  |                   |  |  |                    |  |
|                          |                           | … | …        |  |  |                   |  |  |                    |  |
|                          |                           | … | …        |  |  |                   |  |  |                    |  |
|                          |                           | … |          |  |  |                   |  |  |                    |  |